# 贝雷斯佳内
50°57′40″N 25°53′20″E / 50.96111°N 25.88889°E
贝雷斯佳内（烏克蘭語：Берестяне），是烏克蘭的村庄，位於該國西部沃倫州，由盧茨克區楚曼市鎮負責管轄，始建於1555年，面積7.69平方公里，海拔高度185米，2001年人口1,017，人口密度每平方公里132.27人。